# Gray & Harper
Gray & Harper Pty Ltd war ein australischer Hersteller von Automobilen.

## Unternehmensgeschichte
Das Unternehmen aus Oakleigh bei Melbourne begann 1952 mit der Entwicklung und 1955 mit der Produktion von Automobilen. Der Markenname lautete Edith. 1958 endete die Produktion. Insgesamt entstanden zwölf Fahrzeuge sowie vier weitere Fahrgestelle, die die Tilli Motor Company übernahm.

## Fahrzeuge
Das einzige Modell war ein Kleinstwagen mit drei Rädern. Das einzelne Rad befand sich hinten. Ein Zweitaktmotor von Villiers Ltd mit 197 cm³ Hubraum war im Heck montiert und trieb das Hinterrad an. Das Getriebe hatte vier Gänge. Die Höchstgeschwindigkeit war mit 65 km/h angegeben, und das Leergewicht mit 305 kg. 1956 wurden die Scheinwerfer überarbeitet.
Pläne für ein vierrädriges Fahrzeug wurden nicht mehr umgesetzt.
Ein Fahrzeug existiert heute noch.